# Lotterie (Fernsehserie)
Lotterie (Originaltitel: Lottery!) ist eine US-amerikanische Fernsehserie. Sie wurde zwischen 1983 und 1984 von Orion Television Entertainment und Rosner Television für ABC produziert und von MGM Television vertrieben.

## Handlung
Patrick Flaherty ist Angestellter der „Intersweep Bank“, die die fiktive „Intersweep Bank Lottery“ veranstaltet. Eric Rush ist ein Beamter der US-amerikanischen Bundessteuerbehörde, des Internal Revenue Service (IRS). Beide überbringen Lotterieteilnehmern deren Millionengewinne.
Flaherty ermittelt für „Intersweep“ die Gewinner und tritt als Schlichter auf, wenn es zu Eigentumsstreitigkeiten um das Lotterielos kommt. Zudem überreicht er den Gewinnern persönlich 5000 US-Dollar in bar und einen Scheck über die erzielte Gewinnsumme. Rush, der für die IRS arbeitet, führt dabei Buch über die Auszahlungen und klärt die Gewinner über ihre Steuerpflicht auf.
Die Folgen der Serie starten meist in der Zentrale der Lotterie-Gesellschaft, in der die Gewinner zusammen mit deren Wohnorten bekanntgegeben werden; die Ziehung der Gewinnzahlen wird allerdings nie gezeigt. Die Gewinner werden im Laufe der jeweiligen Folgen aufgesucht und es werden die positiven Seiten des Lotteriegewinns, wie Ruhm und Reichtum, aber auch die Schattenseiten eines unerwarteten Millionengewinns behandelt. Jede Folge spielt in einer anderen Stadt und endete mit einem Hinweis, dass es sich bei „Intersweep“ um eine fiktive Lotterie handele und dass Lotterien in bestimmten US-Bundesstaaten illegal seien.

## Hintergrund
Drehbuchautor und Fernsehproduzent Rick Rosner, aus dessen Feder auch die Erfolgsserie CHiPs stammt, entwickelte die Grundidee der Serie auf Basis von The Millionaire, einer Fernsehserie des Produzenten Don Fedderson aus den 1950er Jahren. In The Millionaire stellt der von Marvin Miller gespielte Tycoon John Beresford Tipton Begünstigten anonym Millionenschecks aus, für die bereits vorab Steuern entrichtet wurden.
Die „Intersweep Lottery“ ähnelte in der Sendung eher einer Werbe-Lotterie von Publishers Clearing House (PCH), als den sonst in den Vereinigten Staaten üblichen Lotteriespielen, wie der „Irish Sweepstakes“-Lotterie. Es wird angenommen, dass diese Lotterie Rosner als Vorlage für die Fernsehserie diente: Teilnehmer kauften hier nummerierte Lose mit einer einmaligen Seriennummer, die aus zwei Buchstaben gefolgt von sechs Zahlen bestand.
Im Vorspann der Sendung ist ein Handelsparkett mit elektronischen Anzeigetafeln zu sehen, ähnlich denen an Börsen, auf denen die aktuellen Preissummen, die Namen der Gewinner und die Bundesstaaten, in denen sie leben, angezeigt werden. Der Geschäftsführer der Bank, der im Vorspann Flaherty die Liste mit den Gewinnern überreicht und Anweisungen zur Gewinnübergabe gibt, wird im Original von Patrick O’Neal gesprochen. Die in den Folgen gezeigten fünf 1000 US-Dollar-Noten wurden eigens für die Sendung vom United States Bureau of Printing and Engraving gedruckt, da zu dieser Zeit keine Stückelungen über 100 US-Dollar gedruckt wurden.

## Besetzung und Synchronisation
Die Synchronisation wurde von der Arena Synchron GmbH, Berlin, erstellt, nach einem Dialogbuch und unter der Dialogregie von Peter Wesp, der auch einen der Hauptdarsteller synchronisierte.
| Rollenname            | Schauspieler  | Synchronsprecher |
| --------------------- | ------------- | ---------------- |
| Eric Rush             | Marshall Colt | Peter Wesp       |
| Patrick Sean Flaherty | Ben Murphy    | Christian Rode   |

## Ausstrahlung und Episoden
Zwischen dem 9. September 1983 und 14. Juni 1984 wurde Lotterie auf dem US-amerikanischen Fernsehsender ABC ausgestrahlt; die Fernsehserie wurde jedoch aufgrund geringer Einschaltquoten bereits nach der ersten Staffel abgesetzt (Nielsen-Rang 77).
In Deutschland wurden 16 von 17 Folgen der Fernsehserie erstmalig zwischen dem 1. Januar 1987 und dem 16. April 1987 auf dem Privatsender SAT.1 ausgestrahlt. Wiederholungen folgten in den Jahren 1989 und 1991 ebenfalls auf SAT.1, in den Jahren 1993 und 1994 auf ProSieben, im Jahr 1995 auf dem „Kabelkanal“, von 1996 bis 1999 in jährlicher Wiederholung auf kabel eins (dem Nachfolgesender des Kabelkanals) und in den Jahren 2000 und 2001 auf dem Bezahlfernsehsender „Sunset“ von Premiere.
| Folge | Deutscher Titel | Originaltitel (en)               | Erstausstrahlung (DE) | Erstausstrahlung (USA) |
| ----- | --------------- | -------------------------------- | --------------------- | ---------------------- |
| 1     | San Francisco   | Being a Winner                   | 1. Januar 1987        | 9. September 1983      |
| 2     | Los Angeles     | Los Angeles – Bigger Volume      | 15. Januar 1987       | 16. September 1983     |
| 3     | Denver          | Denver – Following Through       | 12. März 1987         | 23. September 1983     |
| 4     | Detroit         | Detroit – The Price of Freedom   | 12. Februar 1987      | 30. September 1983     |
| 5     | Phoenix         | Phoenix – Blood Brothers         | 5. März 1987          | 7. Oktober 1983        |
| 6     | Portland        | Portland – Treasure Hunt         | 26. Februar 1987      | 21. Oktober 1983       |
| 7     | Kansas City     | Kansas City – Protected Winner   | 29. Januar 1987       | 28. Oktober 1983       |
| 8     |                 | Charleston – The Spenders        |                       | 4. November 1983       |
| 9     | New York        | New York – Winning Can Be Murder | 22. Januar 1987       | 18. November 1983      |
| 10    | Houston         | Houston – Duffy’s Choice         | 5. Februar 1987       | 25. November 1983      |
| 11    | Boston          | Boston – False Illusion          | 19. Februar 1987      | 9. Dezember 1983       |
| 12    | Chicago         | Chicago – Another Chance         | 2. April 1987         | 1. März 1984           |
| 13    | San Diego       | San Diego – Bingo!               | 9. April 1987         | 8. März 1984           |
| 14    | Miami           | Miami – Sharing                  | 19. März 1987         | 15. März 1984          |
| 15    | St. Louis       | St. Louis – Win or Lose          | 16. April 1987        | 22. März 1984          |
| 16    | Honolulu        | Honolulu – 3–2=1                 | 26. März 1987         | 29. März 1984          |
| 17    | Minneapolis     | Minneapolis – Six Months Down    | 8. Januar 1987        | 14. Juni 1984          |

## Nominierungen
Corey Feldman wurde im Jahr 1984 für einen Gastauftritt in der Serie für den Young Artist Awards in der Kategorie „Best Young Actor, Guest in a Television Series“ (dt. Bester Nachwuchsschauspieler, Gast in einer Fernsehserie) nominiert.